# Asterophrys slateri
Asterophrys slateri é uma espécie de anfíbio da família Microhylidae.
Pode ser encontrada nos seguintes países: Papua-Nova Guiné e possivelmente em Indonésia.
Os seus habitats naturais são: florestas subtropicais ou tropicais húmidas de baixa altitude, regiões subtropicais ou tropicais húmidas de alta altitude e florestas secundárias altamente degradadas.
Está ameaçada por perda de habitat.